# 去甲猪毛菜酚
去甲猪毛菜酚（英語：norsalsolinol，化学名：1,2,3,4-四氢异喹啉-6,7-二酚，1,2,3,4-tetrahydroisoquinoline-6,7-diol）是一种有机化合物，化学式为C9H11NO2。它可以多巴胺和甲醛为原料反应制得。它在乙酸中和溴反应，可以得到5,8-二溴去甲猪毛菜酚。